# La Corea
La Corea és una pel·lícula dramàtica espanyola del 1976 escrita i dirigida per Pedro Olea, i produïda per José Frade. Forma part de l'anomenada pel director "trilogia de Madrid" juntament amb Tormento (1974) i Pim, pam, pum... ¡fuego! (1975). Va suposar el debut cinematogràfic d'Imanol Arias.

## Sinopsi
Toni és un jove de disset anys que arriba a Madrid a la recerca de treball. Un amic del seu mateix poble li posa en contacte amb Charo, "la Corea", dona madura que es dedica a facilitar nois als soldats estatunidencs de la base de Torrejón de Ardoz. Charo s'enamora de Toni deslligant la ira de Sebas, antic gigoló de "la Corea".

## Repartiment
- Queta Claver...	Charo 'La Corea'
- Ángel Pardo...	Toni
- Cristina Galbó	...	Vicky
- Gonzalo de Castro	...	Paco
- Encarna Paso	...	Encarna
- Dean Selmier	...	Fred
- José Luis Alexandre...	Sebas
- Imanol Arias... Noi de la pensió